# Stazione di Ferno-Lonate Pozzolo
La stazione di Ferno-Lonate Pozzolo è una stazione ferroviaria posta sulla linea Busto Arsizio-Malpensa Aeroporto, a servizio dei comuni di Ferno e Lonate Pozzolo.

## Storia

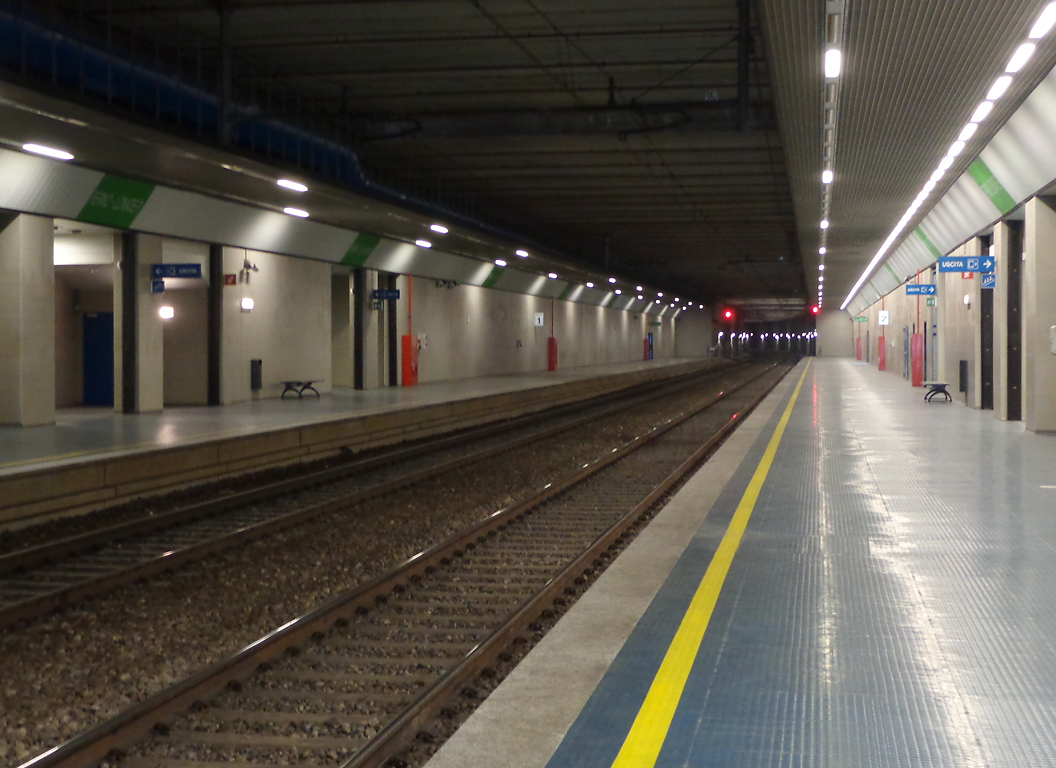
Il piano binari

La stazione venne costruita insieme alla linea ferroviaria Busto Arsizio-Malpensa Aeroporto (aperta nel 1999), ma non venne attivata per mancanza di collegamenti ferroviari locali (la linea era percorsa solo dai treni rapidi "Malpensa Express").
La stazione venne attivata il 18 ottobre 2009, contemporaneamente all'istituzione del servizio ferroviario regionale da Busto Arsizio (RFI) a Malpensa Aeroporto.
Dal 1º febbraio al 12 dicembre 2010 la stazione è stata servita anche da alcune coppie di treni della linea S10 del servizio ferroviario suburbano di Milano.
L’impianto risulta telecomandato dal DCO , con sede a Saronno.

## Movimento
La stazione, esercita da Ferrovienord, è servita dai treni Malpensa Express locali, effettuati da Trenord a frequenza oraria.
Dal 2011 al 2018 vi ha inoltre prestato servizio a frequenza bioraria la linea S30 della rete celere del Canton Ticino, operante la relazione Bellinzona-Luino-Malpensa Aeroporto; a decorrere da giugno 2018 tale relazione viene soppressa e sostituita dalla linea S40, operante (sempre a cadenzamento biorario) la tratta Malpensa Aeroporto Terminal 2-Varese-Mendrisio-Como. Da giugno 2019 il collegamento transfrontaliero con Malpensa (divenuto giornaliero e a cadenza oraria) è garantito dalla linea S50 da e per Bellinzona (via Varese, Mendrisio e Lugano). Tali servizi sono in carico alla società TiLo.
A ottobre 2024, la fermata è servita da treni regionali Milano Centrale-Malpensa Aeroporto T2, che fermano in tutte le stazioni tra Malpensa e Saronno, con frequenza oraria nelle ore di morbida e semioraria nelle ore di punta, a cui si aggiungono i collegamenti da e per Biasca della linea S50 della rete celere del Canton Ticino, anch’essi a frequenza oraria.

## Servizi
- Biglietteria automatica
- Bar